# 白石宏
白石 宏（しらいし ひろし、1956年5月20日 - ）は、多くのトップアスリートのサポートで知られるアスレティックトレーナーのパイオニア、鍼灸師。山口県生まれ、広島県広島市育ち。元ゴールドウイン・ナイキトレナー。日本体育大学卒業。

## 経歴
日本体育大学時代は、棒高跳びの選手であった。オリンピックを目指し1974年、日本体育大学に進学。先輩のマッサージをするうち、当時日本に入ってきたばかりのテーピング技術に興味を持ち勉強を始める。在学中何度か渡米しUCLAほか、アメリカのトレーナーの仕事に魅了され競技生活を終え帰国後、大学陸上部内にスチューデント・トレーナー制度を創設し本格的にトレーナー業に取り組む。卒業後はゴールドウイン、その後ナイキジャパンの企業トレーナーとして雇われ、昼間働きながら夜カイロプラクティック、あん摩、マッサージ・鍼灸の学校に通い資格を取得。また病院の解剖実習にも通った。
こうして徐々に知られた存在となり日本陸上競技連盟の公認トレーナーになった。
1985年の東京国際女子マラソンで足首を痛めたカトリン・ドーレや、エドウィン・モーゼス、ウィリー・バンクス、ジョン・マッケンローの治療もしている。1986年1月12日のNFCチャンピオンシップゲームで左腰を負傷し、第20回スーパーボウル出場が危ぶまれたQBジム・マクマーンの治療のため、かつて陸上競技大会で来日し、白石と旧知の仲のWRウィリー・ゴールトの依頼で渡米した。1月20日、ベアーズがスーパーボウルが行われるニューオーリンズに飛ぶ際、マカスキーベアーズ会長やチームトレーナーに同行を拒否されたが、マクマーンが白石の治療を受けさせろと強く主張、1月22日、チームへの合流が認められた。
ロサンゼルスオリンピックで金メダルを4個取ったカール・ルイスを治療したこともある彼の元を、1986年12月、セントラルスポーツの幹部から紹介を受けた競泳の鈴木大地が訪れ、半年以上悩んだ彼の腰痛を治療した。1988年8月30日、ソウルオリンピック前の最終調整で右足付け根に激痛の走った鈴木大地に呼ばれ、ベッド上でバサロの姿勢をさせて針治療を行った。
1993年、ウィンブルドン直前に左ひざ靭帯を損傷し、復帰を目指す伊達公子の治療も行った。
東京都新宿区と自身の故郷である広島市佐伯区である白石鍼灸治療院を開業している。